# Elfriede Cohnen
Elfriede Cohnen (* 15. Juni 1901 in Grevenbroich; † 1979 ebenda) war eine deutsche Juristin und Ärztin.

## Leben
Sie war eines von sechs Kindern von Bernhard Cohnen, Inhaber der Textilmaschinenfabrik Cohnen und Neuhaus in Grevenbroich. Als 13-Jährige verunglückte sie auf dem Grevenbroicher Bahnhof bei der Verabschiedung von Soldaten auf dem Weg zur Westfront und geriet zwischen Zug und Bahnsteig. Infolge dieses Unfalls musste ihr ein Bein amputiert werden. Nach dem Studium der Rechtswissenschaften 1925 und der Promotion 1926 erhielt sie als eine der ersten Frauen in Deutschland die Zulassung als Anwältin. In ihrer Kanzlei in Frankfurt am Main arbeitete 1932 auch Wolfgang Abendroth im Rahmen seines Referendariats.
Als Anwältin war Cohnen auch Treuhänderin der Frankfurter Werbelotterie GmbH, die im Zuge der Weltwirtschaftskrise zusammenbrach. Da sie für den Mitbegründer Fritz Loeb Bürgschaften übernommen hatte, geriet sie in finanzielle Schwierigkeiten. Im Rahmen ihrer anwaltlichen Tätigkeit nahm sie auch Mandate für die politische Hilfsorganisation Rote Hilfe Deutschlands wahr, die es sich zur Aufgabe gemacht hatte, Hilfe bedürftige Strafverfolgte ohne Ansehen der Person anwaltlich zu unterstützen. Auf der Grundlage des nationalsozialistischen Reichsgesetzes über die Zulassung zur Rechtsanwaltschaft vom 7. April 1933, das für Rechtsanwälte „nichtarischer“ Abstammung mit bestimmten Ausnahmen (§§ 1–2) und für Anwälte mit früherer Betätigung „im kommunistischen Sinne“ (§ 3) grundsätzlich das Berufsverbot vorsah wurde ihr 1933 unter Berufung auf diesen letzteren Paragraphen die Zulassung entzogen. Ihr Kollege Selmar Spier hielt in seinen Tagebuchaufzeichnungen fest, wie sie aus dem Frankfurter Gerichtsgebäude eskortiert wurde. In der Folge flüchtete sie nach Amsterdam und versuchte von dort aus ihre Zulassung zurückzuerlangen. In diesem Zusammenhang korrespondierte sie mehrfach, aber erfolglos, mit Roland Freisler, dem späteren Präsidenten des Volksgerichtshofes, der als Leiter der Personalabteilung des preußischen Justizministeriums für Zulassungsfragen zuständig war. Aus Amsterdam zurückgekehrt, zog sie zunächst wieder nach Grevenbroich und wurde finanziell von ihrer Familie unterstützt. Wegen des Zusammenbruchs der Frankfurter Werbelotterie wurde ein Verfahren gegen sie angestrebt. Ab dem 30. Januar 1935 saß sie in Frankfurt-Preungesheim in Untersuchungshaft. Aus der Haft wurde sie aufgrund ihrer Behinderung im April 1935 entlassen, das Verfahren wurde im Juni 1936 eingestellt.
Cohnen wechselte daraufhin den Beruf und studierte ab 1936 Medizin an der Universität zu Köln. 1941 wurde sie mit einer Dissertation Über die Organisation der Inanspruchnahme der Sozialversicherung bei Carl Coerper und Hugo Wilhelm Knipping promoviert. Am 9. Januar 1941 beantragte sie die Aufnahme in die NSDAP und wurde zum 1. April desselben Jahres aufgenommen (Mitgliedsnummer 8.790.716), sie schloss sich auch dem NS-Ärztebund an. In der Folge unterhielt sie jedoch Kontakte zu Widerstandskreisen und wurde von der GeStaPo beobachtet. Von 1956 bis 1970 arbeitete sie in ihrer Heimatstadt Grevenbroich als Fachärztin für Radiologie.
Erst nach ihrem Tod 1979 erschien ihre autobiographischer Roman Ein Leben wie andere.

## Sonstiges
Die Arbeitsgemeinschaft der Gleichstellungsbeauftragten im Rhein-Kreis Neuss nahm im Jahr 2003 Elfriede Cohnen als starke Frau in den entsprechenden Bericht zu den Frauen-Straßennamen (2. Teil) auf. Im zweiten Teil sind diejenigen Frauen für die einzelnen Städte und Gemeinden im Kreisgebiet aufgeführt, die bei der Benennung neuer Straßen berücksichtigt werden können. Die Liste ist insofern ein Namensangebot für die politischen Gremien, die mit der Straßennennung befasst sind.

## Publikationen
- Ein Leben wie andere. Ein autobiographischer Roman. Verlag Salzer, Heilbronn 1979, ISBN 3-7936-0211-7